# Characters
| 전문가 평가                   | 전문가 평가  |
| 평가 점수                     | 평가 점수    |
| 출처                          | 점수         |
| ----------------------------- | ------------ |
| AllMusic                      | [ 1 ]        |
| Chicago Tribune               | (favorable)  |
| Robert Christgau              | A−           |
| Los Angeles Times             | [ 4 ]        |
| MusicHound                    | [ 5 ]        |
| Q                             | [ 6 ]        |
| The Rolling Stone Album Guide | [ 7 ]        |
| Rolling Stone                 | (mixed)      |
| New York Times                | (favourable) |

《Characters》는 1987년 말 발매된 미국의 싱어송라이터 스티비 원더의 스물한 번째 스튜디오 음반이다. 이 음반에는 그래미 어워드 후보에 오른 〈Skeletons〉 (19위)과 〈You Will Know〉 (77위)를 포함한 6개의 싱글이 수록되어 있는데, 이 음반은 둘 다 《빌보드》 R&B 싱글 차트 1위에 올랐다(전자는 그의 생애 가장 최근 미국 톱 40 히트곡이다). 이 음반에는 마이클 잭슨과의 듀엣곡인 〈Get It〉 (80위)도 수록되어 있는데, 이 곡은 마이너 히트곡이었다.

## 개요
비록 그의 마지막 음반인 1985년의 《In Square Circle》처럼 매우 기대되었지만, 이 음반은 발매와 동시에 비평가들로부터 엇갈린 평가를 받았고, 미국 빌보드 200에서 17위로 데뷔했다. 이 음반은 《Music of My Mind》 이후 차트 10위권에 들지 못한 원더의 첫 음반이 되었다. 영국에서는 1972년 차트에 실패한 《Music of My Mind》 이후 20위권을 놓친 첫 음반인 33위에 그치는 등 저조한 성적을 거두었다.
또한 7주 동안 톱 R&B 음반 차트에서 1위로 데뷔했고 빌보드 핫 100 〈Get It〉 (80위, 마이클 잭슨과 듀엣), 〈Skeletons〉 (19위), 그리고 《빌보드》 R&B 차트에서 성공을 거둔 발라드 〈You Will Know〉 (77위)를 포함하여 6개의 싱글을 발매했다. 두 곡의 다른 싱글은 R&B 차트 〈My Eyes Don't Cry〉 (6위, R&B)와 〈With Each Beat of My Heart〉 (28위, R&B)에서 히트했다. 마지막 싱글인 〈Free〉는 영국 차트에서 49위를 기록했다.
《캐시박스》는 〈My Eyes Don't Cry〉는 "원더의 가장 위대한 곡은 아니지만, 확실히 원더의 보컬에 대한 강력한 전달로 신나는 곡이다"라고 말했다.

## 곡 목록
모든 곡들은 특별한 언급이 없는 한 스티비 원더에 의해 작사/작곡하였다.
| #  | 제목                           | 작사·작곡       | 재생 시간 |
| -- | ------------------------------ | --------------- | --------- |
| 1. | 〈You Will Know〉              |                 | 5:00      |
| 2. | 〈Dark 'n' Lovely〉            | 게리 버드, 원더 | 4:39      |
| 3. | 〈In Your Corner〉             |                 | 4:30      |
| 4. | 〈With Each Beat of My Heart〉 |                 | 5:28      |
| 5. | 〈One of a Kind〉              |                 | 5:10      |

| #  | 제목                          | 재생 시간 |
| -- | ----------------------------- | --------- |
| 1. | 〈Skeletons〉                 | 5:24      |
| 2. | 〈Get It (with 마이클 잭슨)〉 | 4:33      |
| 3. | 〈Galaxy Paradise〉           | 3:51      |
| 4. | 〈Cryin' Through the Night〉  | 5:48      |
| 5. | 〈Free〉                      | 4:12      |

| #  | 제목                                                                      | 재생 시간 |
| -- | ------------------------------------------------------------------------- | --------- |
| 1. | 〈Come Let Me Make Your Love Come Down (Feat. B.B. 킹 & 스티비 레이 본)〉 | 5:20      |
| 2. | 〈My Eyes Don't Cry〉                                                     | 7:05      |

## 인증
| 국가                                                  | 인증     | 판매량/출하량 |
| ----------------------------------------------------- | -------- | ------------- |
| 프랑스 (SNEP)                                         | 골드     | 100,000*      |
| 일본 (오리콘)                                         | —        | 73,000        |
| 영국 (BPI)                                            | 골드     | 100,000^      |
| 미국 (RIAA)                                           | 플래티넘 | 1,000,000^    |
| *판매량을 기반으로 한 인증 ^출하량을 기반으로 한 인증 |          |               |